# Glava
Glava est une localité située dans la commune d'Arvika dans le comté de Värmland en Suède.
Sa population était de 193 habitants en 2018.